# 島津忠徹
島津 忠徹（しまづ ただゆき）は、日向国佐土原藩10代藩主。

## 生涯
寛政9年（1797年）8月2日、第9代藩主・島津忠持の長男として生まれる。文化13年（1816年）、父の隠居により家督を継いだ。藩政においては文治を奨励した。ところがそのために、家臣団の間で武断派と文治派による派閥抗争が起こり、それにより本家薩摩藩も介入しての大規模な粛清が行なわれている。結局は文治派が勝利し、文政8年（1825年）には藩校・学習館が創設された。藩財政においても、苦しくなった台所を再建するために藩札発行や製紙業の専売化などを行なって、天保8年（1837年）までに藩財政を再建している。
天保10年（1839年）4月26日、参勤交代中に病に倒れ、近江草津の草津宿本陣において死去した。享年43。死去時には、幕府に後継者の届け出をしておらず、宿泊予定を1泊2日から77日間とし、その間に三男で嫡男の忠寛を後継者とすべく宿主の田中七左衛門や親戚である膳所藩主本多康禎（忠徹と康禎の妻はともに島津斉宣の娘）の助力を得て届け出を進めた。跡目相続の書類が揃った翌日の同年5月26日に忠徹死去が発表され、無事に忠寛が後継者として認められた。

## 系譜
父母
- 島津忠持（父）
- 雅姫、明子 ー 島津重豪の養女、島津久徴の娘（母）

正室
- 随姫、祀姫、随真院 ー 島津斉宣の娘

子女
- 島津忠寛（三男）生母は随真院（正室）
- 宮原義敬（四男）
- 島津忠施
- 小川久抹
- 勵 ー 伊達宗孝正室
- 美子 ー 遠山友禄正室
- 艶 ー 京極高厚正室